# طواف عمان 2011
طواف عمان 2011 هو سباق دراجات هوائية أقيم بتاريخ 15–20 فبراير، تكون السباق من 6 مراحل وامتدّ لمسافة 838 كم، استغرق السباق 20 ساعة 24 دقيقة 36 ثانية.

## روابط خارجية
- طواف عمان 2011 على موقع إحصائيات الدراجات الإحترافية (الإنجليزية)